# Emerson Allen
Pour les articles homonymes, voir Allen.
 (octobre 2024).
Pas d'image ? Cliquez ici

a Compétitions nationales et continentales officielles uniquement.

b Matchs officiels uniquement.
Emerson Allen, née le 1er mai 1999, est une joueuse internationale américaine de rugby à XV évoluant au poste de deuxième ligne.

## Biographie
Emerson Allen naît le 1er mai 1999. Elle joue en 2024 pour le club des Life West Gladiatrix (en).
Elle a, à la fin de l'été 2024, une seule sélection en équipe des États-Unis quand elle est retenue pour le WXV au Canada.